# Funiliomyces biseptatus
Funiliomyces biseptatus — вид грибів, що належить до монотипового роду Funiliomyces.